# Alfonso I av Asturien
Alfonso I av Asturien, död 757, var kung av Asturien mellan 739 och 757.